# Hyadina minima
Hyadina minima är en tvåvingeart som först beskrevs av Papp 1975.  Hyadina minima ingår i släktet Hyadina och familjen vattenflugor.
Artens utbredningsområde är Ungern. Inga underarter finns listade i Catalogue of Life.